# ميخائيل ووترمان
ميخائيل ووترمان (بالإنجليزية: Michael Waterman)‏ هو أستاذ جامعي وعالم أحياء ورياضياتي أمريكي، ولد في 28 يونيو 1942 في كوكيل في الولايات المتحدة.